# The New Guy
The New Guy is een Amerikaanse komische film uit 2002 van regisseur Ed Decter. De film gaat over een middelbare scholier die erg gepest wordt. Hij verandert van school en identiteit om bij de populaire kinderen te horen.

## Verhaal
Dizzy is een laatstejaarsstudent op de middelbare school, en behoort tot de seuten van de school en wordt regelmatig gepest. Als hij op een morgen met zijn drie vrienden op school aankomt hoort hij een populaire cheerleader die haar autoalarm niet afgezet krijgt om hulp vragen en hij gaat erop af. Nadat hij het alarm uitzet vraagt hij haar uit waarop zij nee zegt omdat hij haar type niet is. Als hij haar later binnen opnieuw tegenkomt probeert hij het opnieuw. Zij wijst hem opnieuw af maar strijkt daarbij over zijn hand om het te verwarren. Twee pestkoppen zien hem met het meisje praten en komen op hem af.
Als ze zien dat Dizzy een erectie heeft scheuren ze zijn onderbroek uit zijn broek en plaatsen die op zijn hoofd. Dan komt de oude bibliothecaresse die het gebeuren heeft gezien tussenbeide. Ze denkt dat Dizzy een wapen heeft en grijpt zijn penis vast. Dizzy stribbelt tegen en daarbij raakt zijn penis gebroken. Hij wordt naar schoolverpleegster Kiki Pierce gestuurd die bij hem het syndroom van Gilles de la Tourette vaststelt. Hij krijgt hiervoor medicatie maar neemt een overdosis. In het winkelcentrum neemt hij - na een optreden van een gospelkoor - de microfoon af van een preker en begint over zijn leven te prediken. Daarna raakt hij schijnbaar bewusteloos want vervolgens ontwaakt hij in een gevangeniscel.
Een van zijn celgenoten is de magere zwarte Luther. Ze komen er al snel achter dat Luthers leven in een eerdere gevangenis sterk overeenkwam met dat van Dizzy. Luther had daarop een strategie gevonden om van bitch naar bull te gaan. Eerst zorgde hij ervoor dat hij overgeplaatst werd naar zijn huidige gevangenis. Hij leerde ook de crazy eye, een gelaatsuitdrukking - in de film gepaard gaande met het geluid van een zweepslag - die iedereen in de buurt schrik aanjaagt. Zo ook de andere celgenoot, een forse kerel die
onderdanig is aan Luther. Hij zegt Dizzy wat hij moet doen om een bull te worden en leert hem ook vechten.
Terug op school wordt Dizzy opeens de stoere jongen. Hij spiekt openlijk en probeert dan de leraar om te kopen en filmt de directeur op het toilet. Doch slaagt hij er niet in om van school gegooid te worden. Dan breekt hij een borstel in tweeën met de intentie de directeur te slaan. Die merkt hem echter op en het vernielen van schooleigendom is genoeg reden om hem eruit te gooien. Dan gaat hij Luther bezoeken in de gevangenis. Hij krijgt er een nieuwe stijl met onder meer een nieuwe haarkleur. Vervolgens brengen de cipiers hem met het gevangenisbusje naar zijn nieuwe school. Daar wordt hij voor ieders oog ontketend en van zijn dwangbuis ontdaan waarna de cipiers gespeeld wegvluchten.
Onder zijn nieuwe naam Gil Harris gaat hij op zoek naar de grootste pestkop van zijn nieuwe school. Van Connor Maguire krijgt hij eerst een publiekelijke klap. Dizzy slaagt erin Connor bewusteloos te slaan maar dan is iedereen al weg. Hij sleept de jongen in de gang, trekt aan het brandalarm en gooit de bewusteloze Connor voor de ogen van de hele school op de grond. Hij wordt opgemerkt door Connors vriendin, Danielle, met wie hij bevriend raakt.
Ze nodigt hem uit op de rugbymatch waar ze als cheerleader zal optreden. Het schoolteam is echter gedemotiveerd en heeft in vijf jaar geen wedstrijd gewonnen. In een soort militaire sketch praat Gil het team moed in waarna ze de wedstrijd winnen.
Gil wordt de populairste jongen op school en wordt dan ook uitgenodigd op een feestje.
Intussen negeert hij wel zijn oude vrienden en ontwijkt hij een groepje van zijn oude school. Het schoolrugbyteam blijft het intussen goed doen en schopt het tot de finale van het staatskampioenschap. De tegenstander in de finale blijkt Gils oude school te zijn.
Gil regelt een Braveheart-achtige bestorming van het speelveld en ze behalen de overwinning. Een van hun tegenstanders herkent hem echter als Dizzy en komt later naar Gils school. Maar alvorens hij Gil kan verraden wordt hij door de anderen in elkaar geslagen.
Dan wordt de jongen aan de tand gevoeld door Connor die erop uit is Gil te gronde te richten.
Later op het schoolfeest, nadat Gil en zijn oude vrienden die samen een funkgroep vormen, hebben opgetreden, projecteren de twee een opname die gemaakt werd van Dizzy terwijl die zijn penis brak. Dizzy probeert de situatie uit te leggen maar krijgt van het publiek de kans niet.
Tot Luther ten tonele verschijnt en met zijn crazy eye de zaal tot stilte dwingt. Dan legt Dizzy uit hoe hij wat anderen over hem dachten belangrijker vond alvorens hij uitgejouwd wordt.
Achter het podium maakt hij het goed met Danielle die vertelt dat ze vroeger ook gepest werd en ze kussen. Op het podium binden Luther en twee cipiers Connor en de andere vast en halen een grap met hen uit die vroeger ook met Dizzy werd uitgehaald.

## Rolbezetting
| Acteur           | Personage                 | Opmerkingen                                                                |
| ---------------- | ------------------------- | -------------------------------------------------------------------------- |
| DJ Qualls        | Dizzy Harrison/Gil Harris |                                                                            |
| Eliza Dushku     | Danielle                  | Hoofdcheerleader op de nieuwe school.                                      |
| Zooey Deschanel  | Nora                      | Een vriendin van Dizzy.                                                    |
| Jerod Mixon      | Kirk                      | Beste vriend van Dizzy.                                                    |
| Parry Shen       | Glen                      | Een vriend van Dizzy.                                                      |
| Lyle Lovett      | Bear Harrison             | Dizzy's vader en enige ouder.                                              |
| Eddie Griffin    | Luther                    | Dizzy's mentor in de gevangenis.                                           |
| Sunny Mabrey     | Courtney                  | Populaire cheerleader op de nieuwe school.                                 |
| Ross Patterson   | Connor Maguire            | Grootste pestkop op de nieuwe school, in het begin de vriend van Danielle. |
| Matt Gogin       | Ed Ligget                 | Dwerg die door iedereen gepest wordt.                                      |
| Illeana Douglas  | Kiki Pierce               | Schoolverpleegster die Dizzy wil behandelen.                               |
| Christa Campbell | Tommy Lees vriendin       |                                                                            |